# Кубок Фінляндії з футболу 2011
Кубок Фінляндії з футболу 2011 — 57-й розіграш кубкового футбольного турніру в Фінляндії. Титул здобув ГІК.

## Календар
| Раунд           | Дата                        | Матчі | Клуби     |
| --------------- | --------------------------- | ----- | --------- |
| Перший раунд    | 6-21 січня 2012             | 67    | 233 → 166 |
| Другий раунд    | 14 січня - 13 лютого 2011   | 56    | 166 → 110 |
| Третій раунд    | 6-28 лютого 2011            | 28    | 110 → 82  |
| Четвертий раунд | 26 лютого - 21 березня 2011 | 34    | 82 → 48   |
| П'ятий раунд    | 20 березня - 2 квітня 2011  | 20    | 48 → 28   |
| Шостий раунд    | 8-13 квітня 2011            | 12    | 28 → 16   |
| 1/8 фіналу      | 15-23 квітня 2011           | 8     | 16 → 8    |
| 1/4 фіналу      | 28-29 квітня 2011           | 4     | 8 → 4     |
| 1/2 фіналу      | 26 травня 2011              | 2     | 4 → 2     |
| Фінал           | 24 вересня 2011             | 1     | 2 → 1     |

## Шостий раунд
| Команда 1        | Рахунок         | Команда 2       |
| ---------------- | --------------- | --------------- |
| 8 квітня 2011    |                 |                 |
| Інтер (Турку)    | 0:0 дч пен. 2:4 | Гака            |
| 9 квітня 2011    |                 |                 |
| ПК-35 Вантаа (2) | 2:0             | Гямеенлінна (2) |
| Їіппо (2)        | 0:0 дч пен. 4:2 | ЯБК (3)         |
| ГБК (3)          | 3:1 дч          | МаПС (4)        |
| ВіПа (3)         | 0:4             | Яро             |
| Гністан (3)      | 3:0             | Судет (4)       |
| 10 квітня 2011   |                 |                 |
| ЛПС (3)          | 0:8             | Марієгамн       |
| СЯК (3)          | 3:0             | КооТееПее (2)   |
| Екенес (4)       | 0:2             | КуПС            |
| 12 квітня 2011   |                 |                 |
| ТПС              | 2:2 дч пен. 5:4 | ВПС             |
| 13 квітня 2011   |                 |                 |
| МюПа             | 2:0             | Оулу (2)        |
| Лахті (2)        | 2:1             | Еспоо (2)       |

## 1/8 фіналу
| Команда 1        | Рахунок | Команда 2       |
| ---------------- | ------- | --------------- |
| 15 квітня 2011   |         |                 |
| Марієгамн        | 3:0     | Гонка           |
| ПК-35 Вантаа (2) | 0:8     | Ювяскюля        |
| 16 квітня 2011   |         |                 |
| Їіппо (2)        | 2:1 дч  | Тампере Юнайтед |
| Гністан (3)      | 2:6     | КуПС            |
| 17 квітня 2011   |         |                 |
| МюПа             | 3:1     | Яро             |
| ГБК (3)          | 0:2     | Гака            |
| 21 квітня 2011   |         |                 |
| Лахті (2)        | 2:0     | ТПС             |
| 23 квітня 2011   |         |                 |
| СЯК (3)          | 0:4     | ГІК             |

## 1/4 фіналу
| Команда 1      | Рахунок | Команда 2 |
| -------------- | ------- | --------- |
| 28 квітня 2011 |         |           |
| МюПа           | 1:2     | ГІК       |
| Марієгамн      | 4:0     | Їіппо (2) |
| Гака           | 0:2     | КуПС      |
| 29 квітня 2011 |         |           |
| Лахті (2)      | 4:3     | Ювяскюля  |

## 1/2 фіналу
| Команда 1      | Рахунок | Команда 2 |
| -------------- | ------- | --------- |
| 26 травня 2011 |         |           |
| ГІК            | 3:0     | Лахті (2) |
| Марієгамн      | 0:3     | КуПС      |

## Фінал
| 24 вересня 2011 15:30 (EEST) |

| КуПС          | 1:2 дч   | ГІК                     |
| ------------- | -------- | ----------------------- |
| Йоенмякі 120' | Протокол | Літманен 108' Рінг 116' |

| «Сонера», Гельсінкі Арбітр: Юні Гюютя |